# Remembrance Poppy

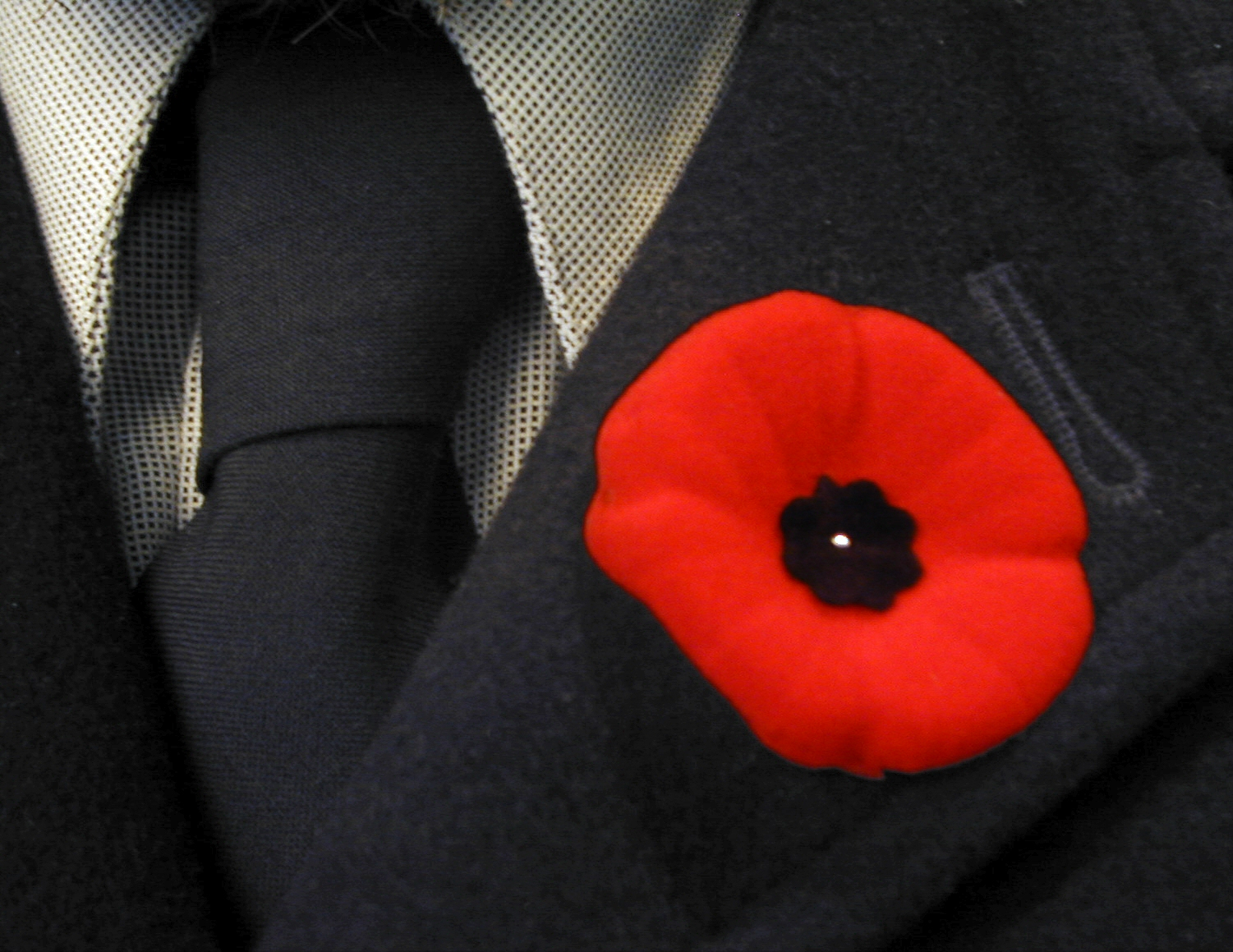
Künstliche Mohnblume als Ansteckblume, hier in der Zeit vor dem Remembrance Day am Revers getragen

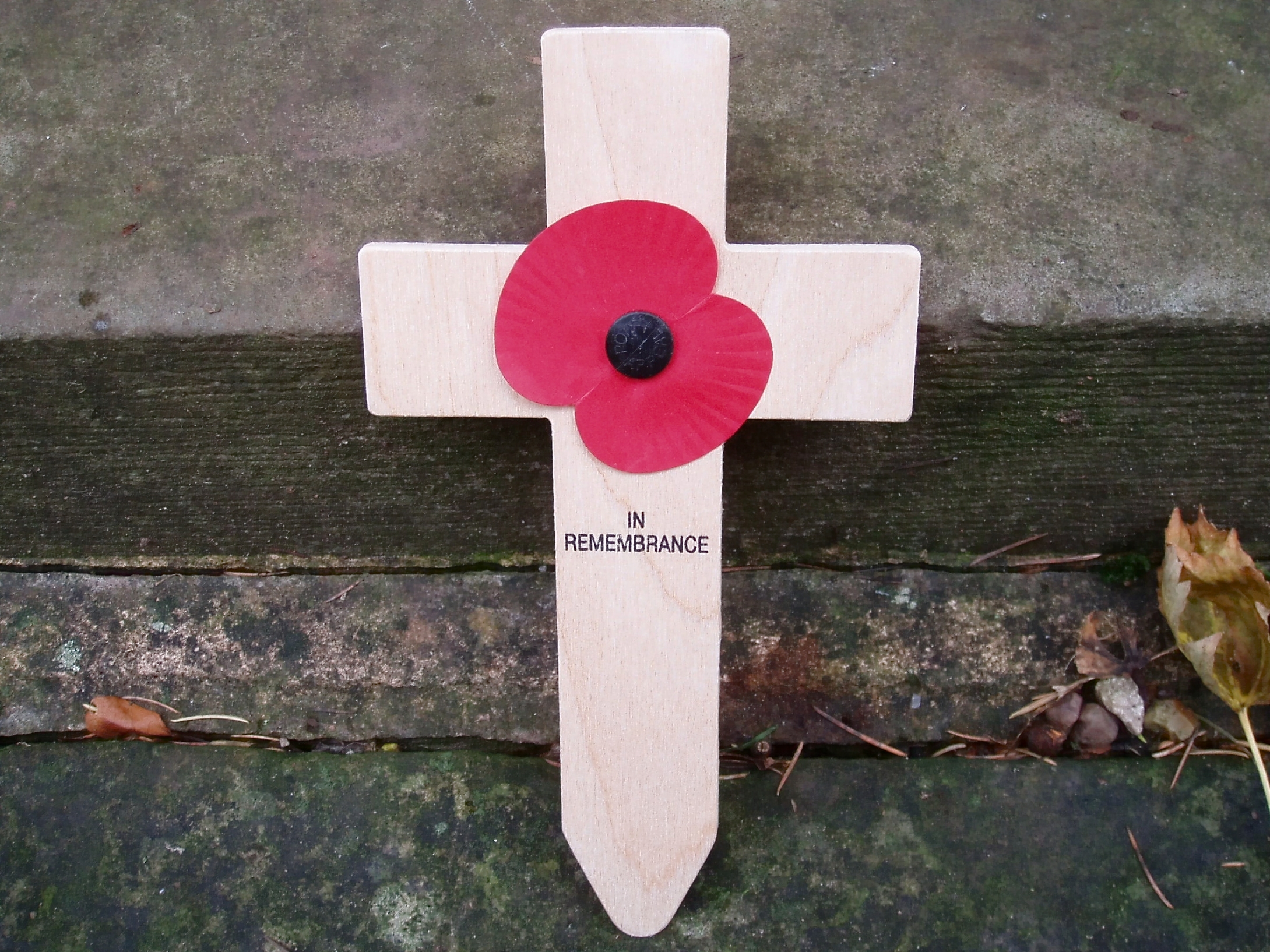
Kleines Gedenk-Kreuz aus Holz, mit einer Remembrance Poppy und Inschrift

Als Remembrance Poppy (deutsch ‚Erinnerungsmohnblume‘), auch kurz Poppy sowie engl. Mehrzahl Remembrance Poppies, werden im englischsprachigen Raum stilisierte künstliche Mohnblumen bezeichnet, die heute weltweit und vor allem in den englischsprachigen Ländern als ein Symbol des Gedenkens an die zahl- und namenlosen Opfer von Krieg und insbesondere an die in den beiden Weltkriegen gefallenen Soldaten gelten. Die Verwendung der Klatschmohn-Blüte (Papaver rhoeas) als symbolische Blume zum Gedenken an Kriegsopfer kam 1920 im englischsprachigen Raum auf und diente anfangs ausschließlich dem Gedenken an gefallene Soldaten des Ersten Weltkriegs.
Allgemein wird im englischsprachigen Raum die Bezeichnung poppy sowohl für die „echte“ Mohnblume als auch für mehr oder weniger naturgetreue künstliche Mohnblumen – die zu Dekozwecken etc. dienen – gebraucht; im engeren Sinne als remembrance poppy jedoch nur, wenn meist künstliche Mohnblumen zu entsprechenden Gedenkzwecken verwendet werden.
Insbesondere am Kriegstotengedenktag, der in englischsprachigen Ländern Remembrance Day, auch Poppy Day genannt wird, und in den davorliegenden Wochen werden in Großbritannien und einigen anderen Ländern symbolisch künstliche Mohnblumen verteilt und am Revers getragen. Die stilisierten Ansteckblumen bestehen aus einer vereinfacht nachgebildeten Mohnblüte, teils auch mit Blatt. Oft werden an den Gedenkstätten und Gräbern auch Mohnblumen niedergelegt, meistens in Form von mit künstlichen Mohnblumen versehenen Trauerkränzen oder -gestecken, oder aber kleine Holzkreuze bzw. -sterne oder -halbmonde, die mit einer einzelnen künstlichen Mohnblume und meistens zusätzlich mit einer kurzen Gedenkinschrift versehen sind, in die Erde bzw. den Rasen eingesteckt.

## Geschichte
Anfangs wurde der Klatschmohn alsbald nach dem Ersten Weltkrieg im englischsprachigen Raum zu einem Symbol für das Gedenken an die gefallenen Soldaten. Die Mohnblume (englisch poppy) soll – in Anlehnung an das Gedicht „In Flanders Fields“ des Kanadiers John McCrae – an die „vom Blut der Soldaten des Ersten Weltkrieges geröteten Felder“  Flanderns erinnern. Zudem begann damals auf den frisch aufgeschütteten Hügeln der Soldatengräber als Erstes der Klatschmohn zu blühen. Neben der Assoziation mit der roten Farbe des Bluts der Gefallenen wird der Mohn in McCraes Gedicht auch in Zusammenhang mit der narkotisierenden Wirkung des Schlafmohns (Papaver somniferum) interpretiert, aus dem Morphium gewonnen wird, das als starkes Schmerzmittel für die schwer verwundeten Soldaten eingesetzt wurde.
Im britischen Empire (heute: Commonwealth of Nations) wurde nach dem Ersten Weltkrieg im Jahr 1920 ein nationaler Gedenktag eingeführt, der Remembrance Day oder Poppy Day und teils auch Armistice Day (deutsch: Waffenstillstandstag) genannt wird. In den meisten englischsprachigen Ländern sowie in Belgien und Frankreich ist dieser Gedenktag der 11. November.
Die Remembrance Poppy wurde zuerst inspiriert von Moina Michael von der Amerikanischen Legion (engl. American Legion), einer Veteranenorganisation der US Army, ab 1920 zum Gedenken an die von 1914 bis 1918 im Ersten Weltkrieg getöteten US-amerikanischen Soldaten verwendet. Der Brauch wurde dann von Veteranenorganisationen im britischen Empire übernommen, insbesondere im Vereinigten Königreich, Kanada, Australien und Neuseeland. Heute wird die Remembrance Poppy vor allem in Großbritannien und Kanada genutzt, um deren gefallenen Soldaten und Soldatinnen beider Weltkriege zu gedenken.
Besonders verbreitet ist der Brauch in Großbritannien in den Wochen vor dem und am Remembrance Day. In dieser Zeit werden dort Remembrance Poppies von der Royal British Legion im Rahmen ihres Poppy Appeals verkauft sowie oft von Persönlichkeiten des öffentlichen Lebens getragen. Indes ist der Brauch in Nordirland umstritten, und die meisten irischen Nationalisten und irischen Katholiken weigern sich aufgrund der Aktionen der British Army während des Nordirlandkonflikts, eine Remembrance Poppy zu tragen.
Der „Poppy Scotland Appeal“ gab im Oktober 2023 bekannt, dass in Zukunft auf Plastik bei der Herstellung der Poppies verzichtet werde. In Lady Haig’s Poppy Factory in Edinburgh werde künftig ausschließlich aus Papier als Werkstoff gefertigt.

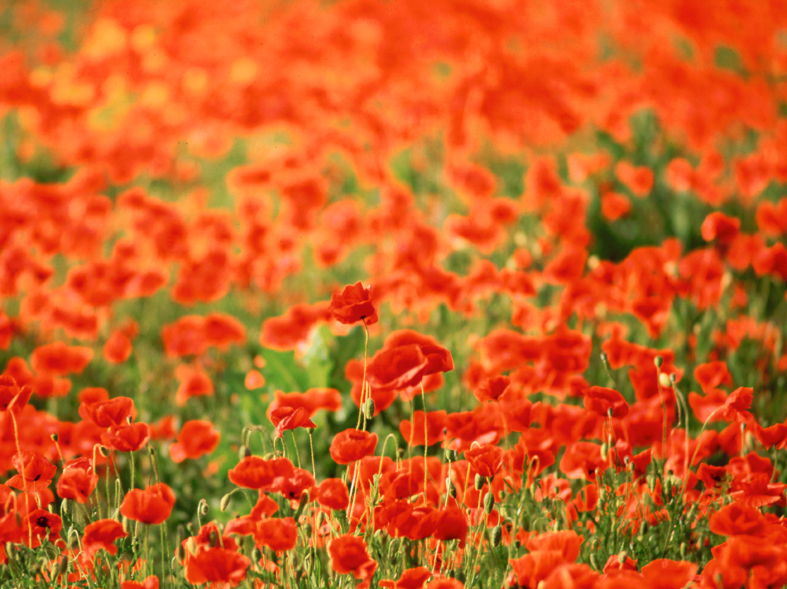
Mohnwiese mit blühendem Klatschmohn (Papaver rhoeas)
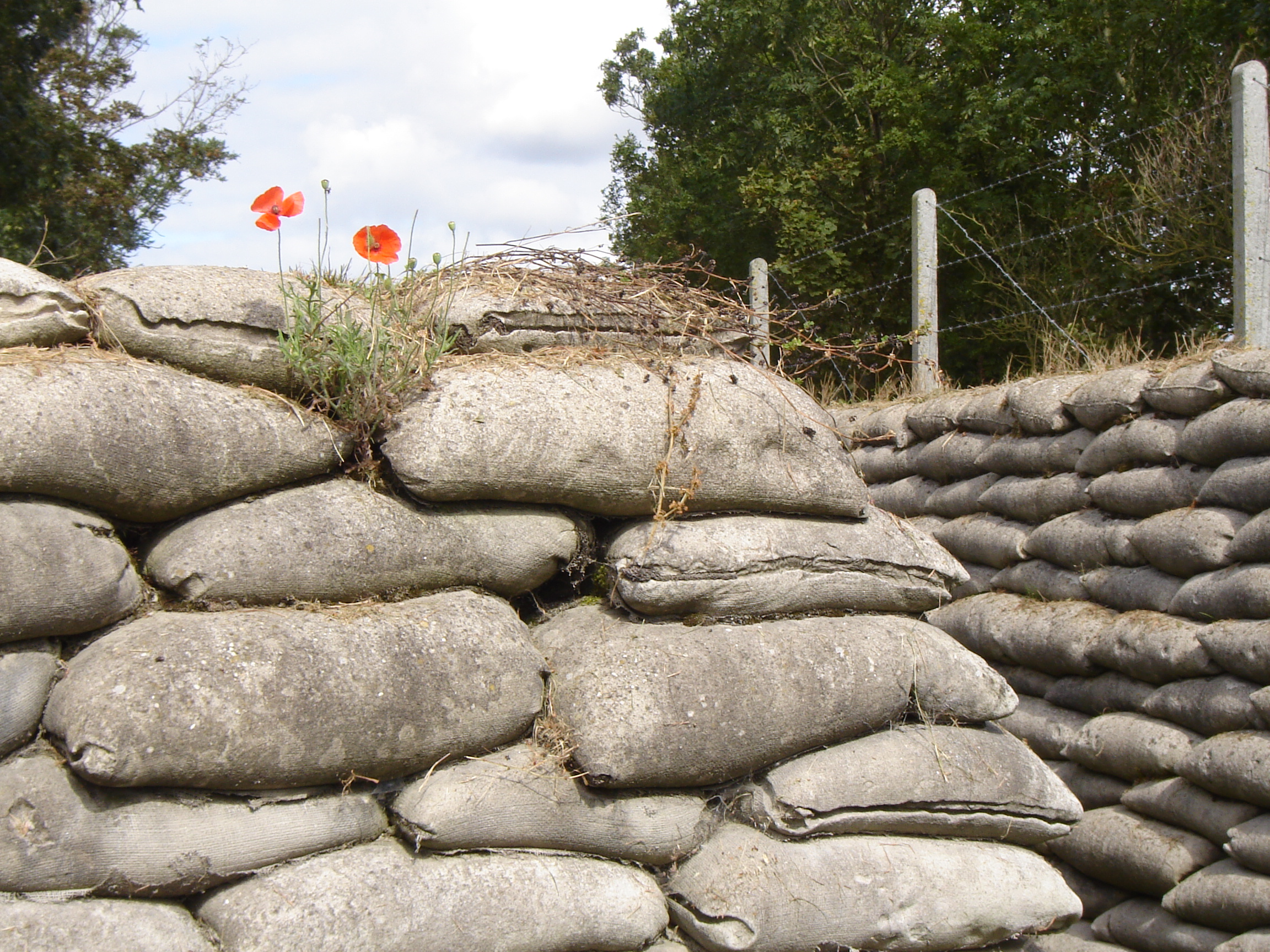
Laufgraben mit Mohnblumen, Dodengang bei Diksmuide, Westflandern
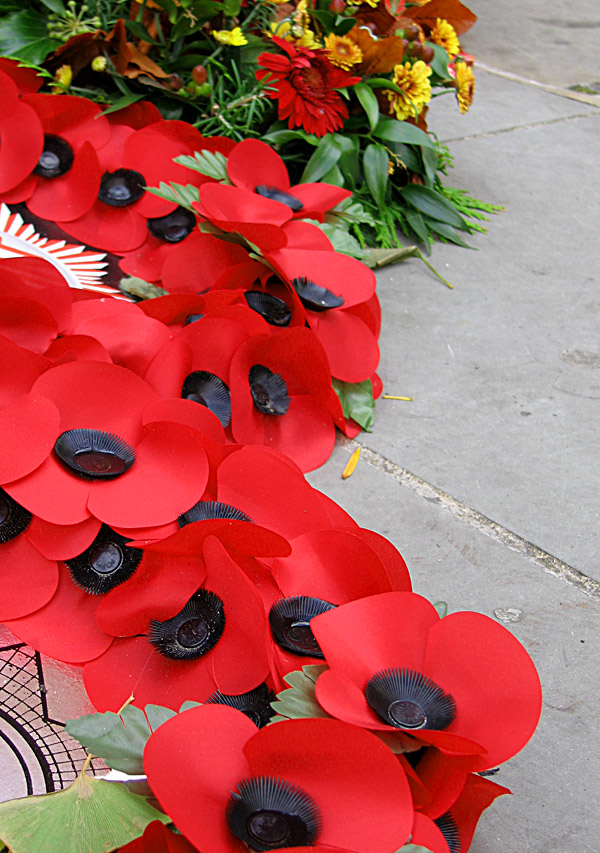
Künstliche Mohnblumen erinnern an die Toten der Weltkriege am Remembrance Day
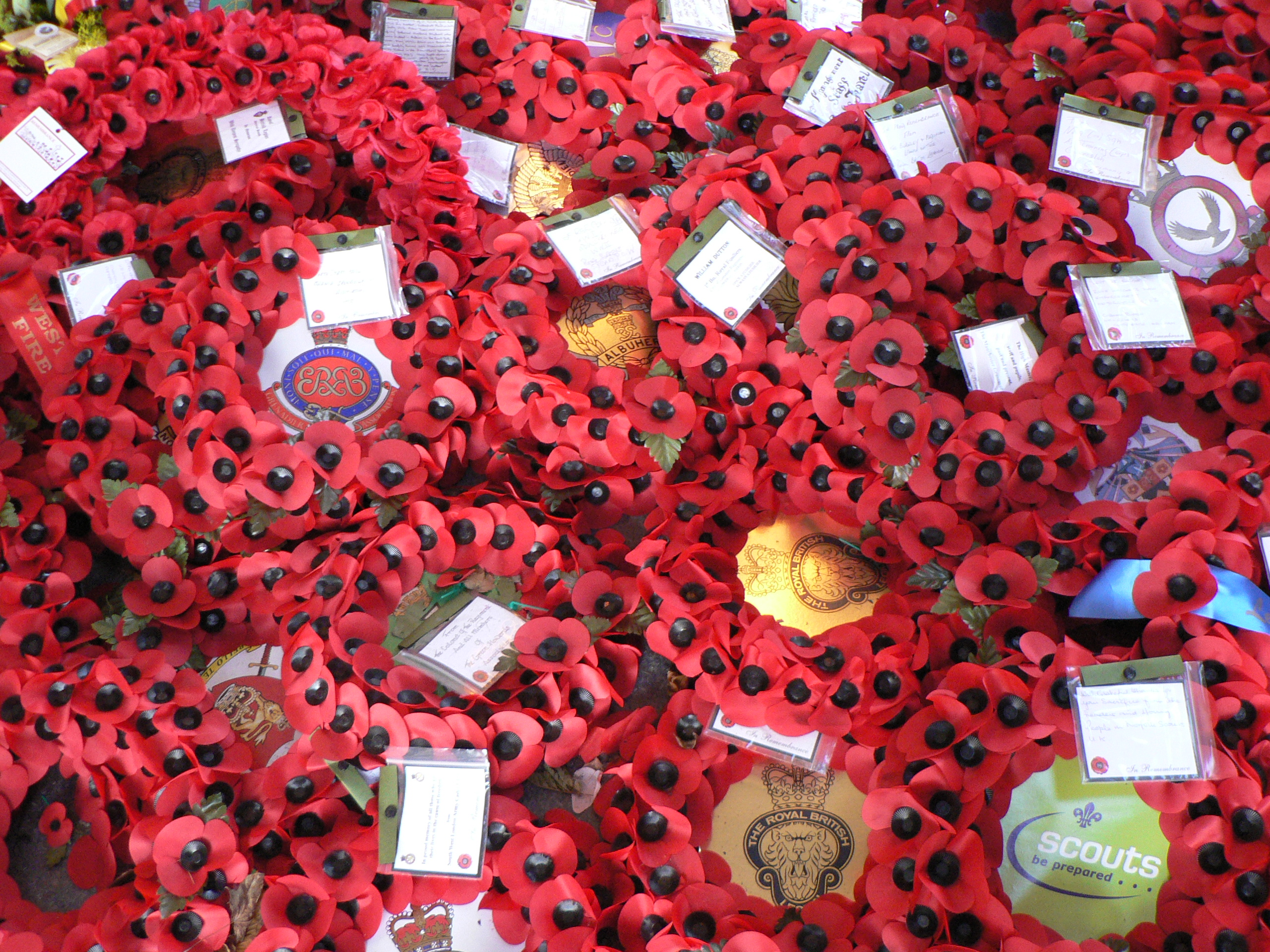
Trauerkränze aus künstlichen Mohnblumen, hier beim Kriegerdenkmal Menenpoort in Ypern, Westflandern
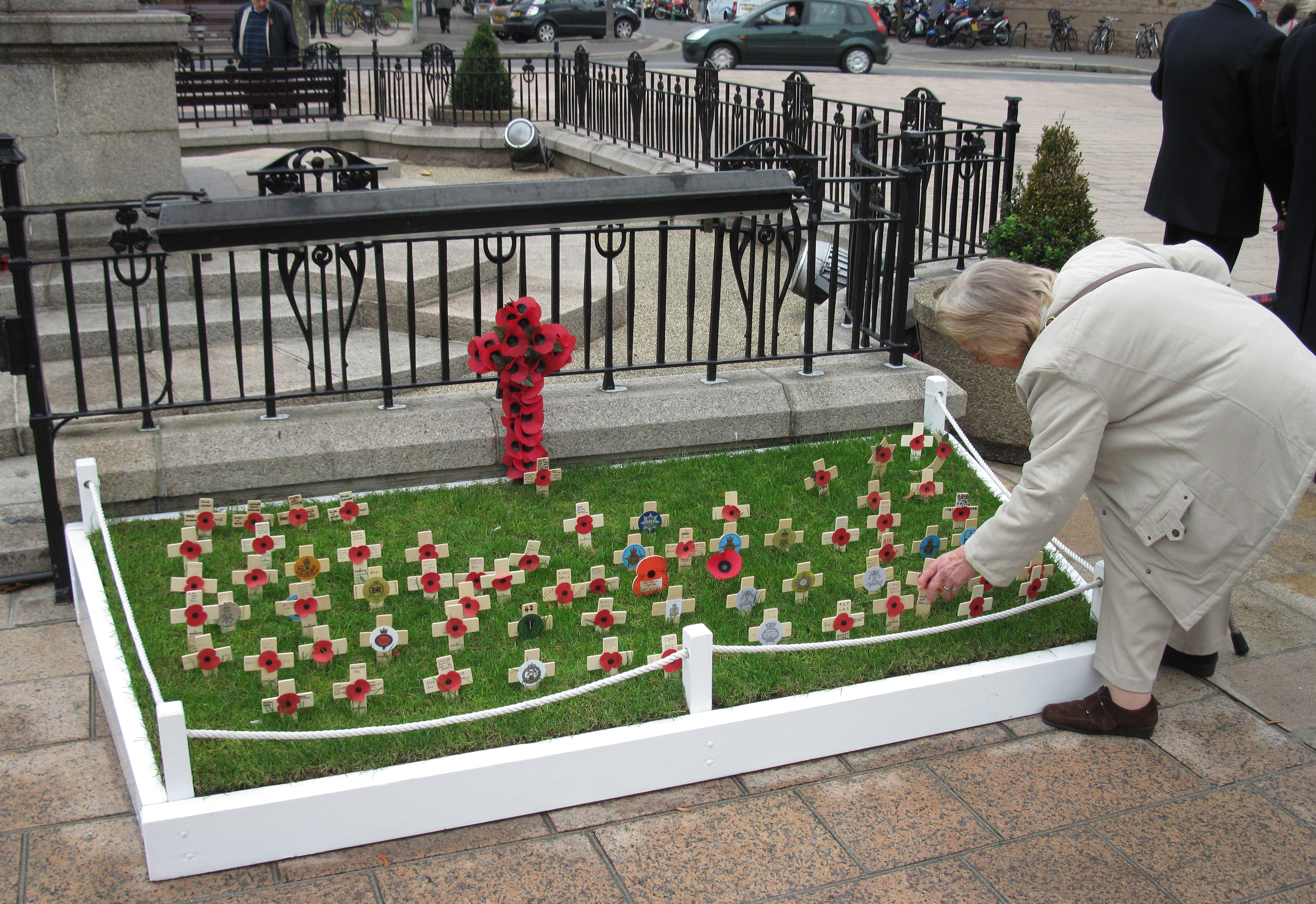
Kleine Gedenkkreuze sowie je ein -stern und -halbmond aus Holz, jeweils mit künstlicher Mohnblume
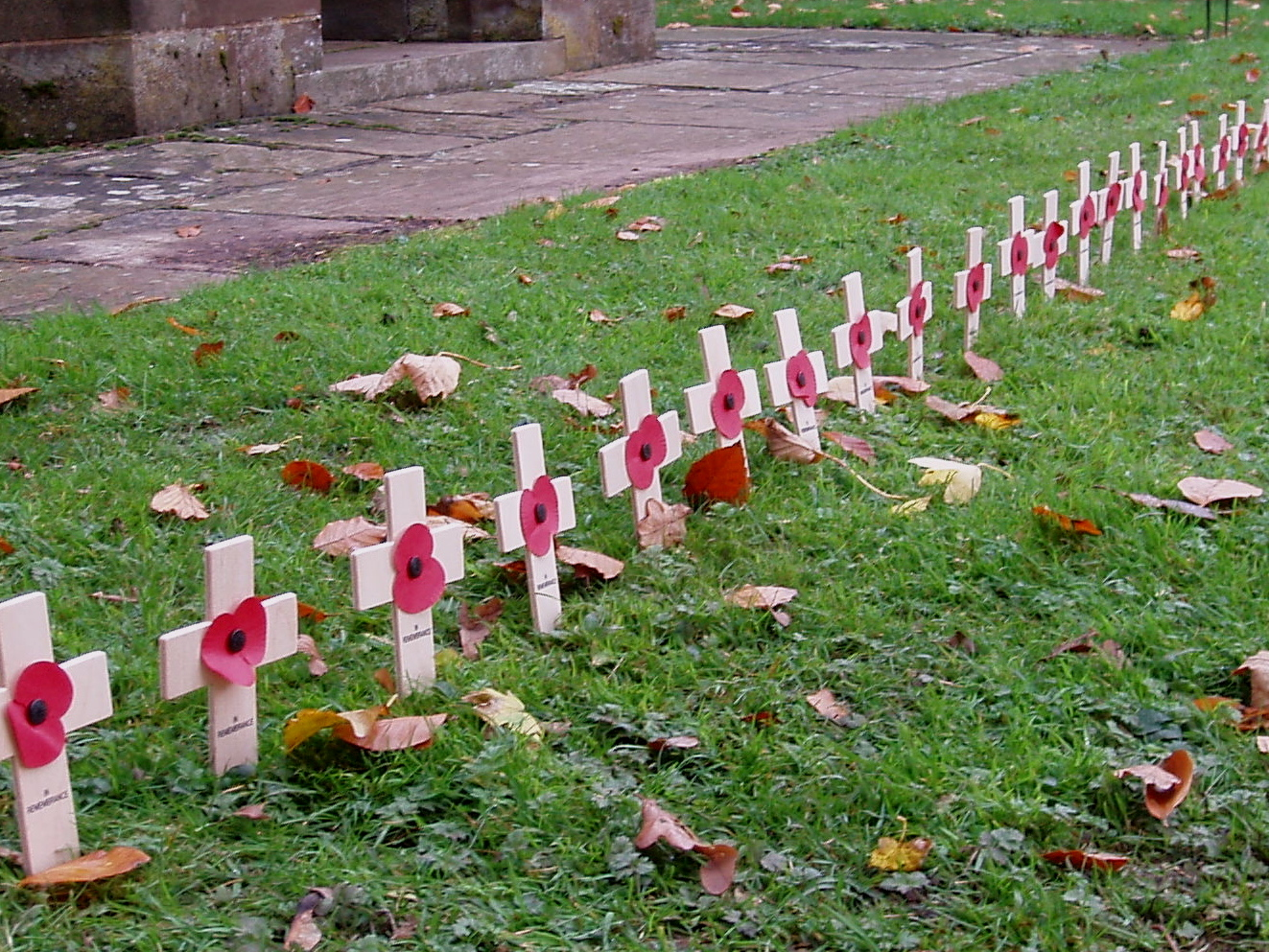
Kleine Gedenkkreuze aus Holz, jeweils mit künstlicher Mohnblume und engl. Inschrift „In Remembrance“
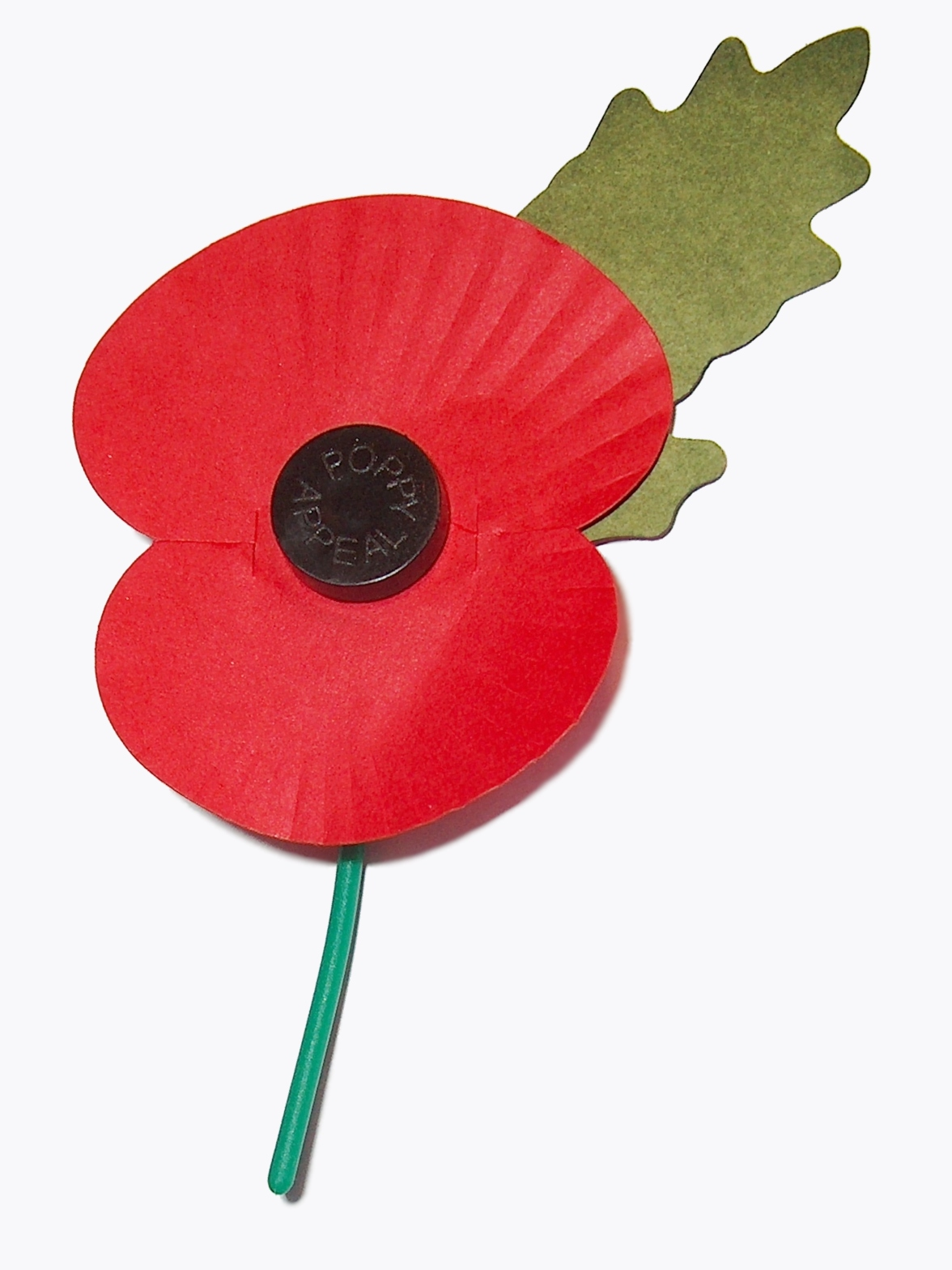
Künstliche Mohnblume aus Papier als Anstecknadel, die von der Royal British Legion verteilt wird
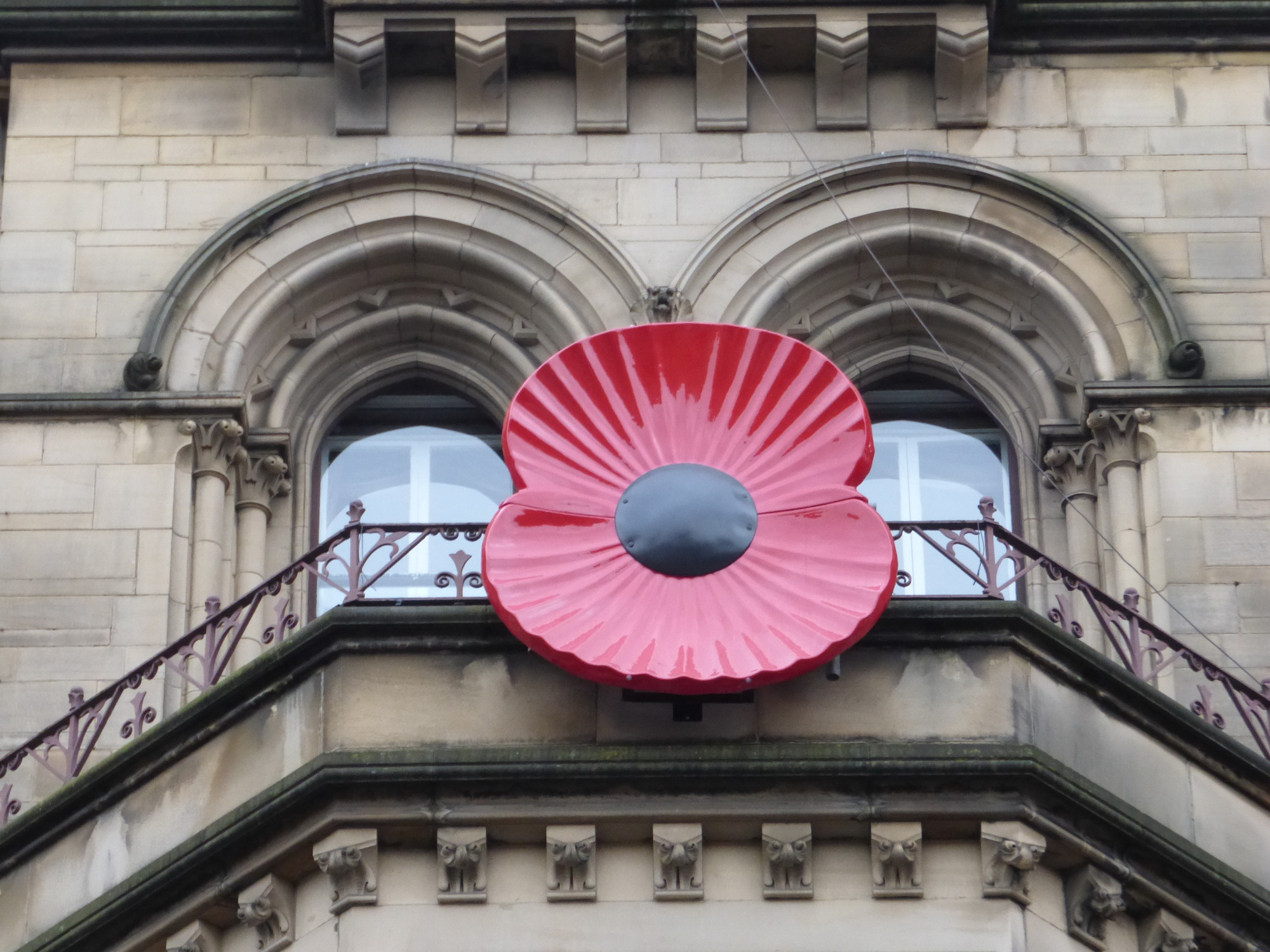
Große Mohnblume aus Kunststoff an der Town Hall in Manchester

## Andere Farben
Neben den offiziellen roten Remembrance Poppies werden oder wurden teilweise auch Mohnblumenanstecker in anderen Farben produziert und getragen. Die Royal British Legion kritisiert das Tragen solcher Blumen (die von anderen Organisationen gefertigt und verkauft werden) scharf als eine Abkehr von Bedeutung und Zweck ihrer Fundraising-Aktionen; laut offiziellen Statements sei das Tragen anderer Farben bloß gemeinsam mit dem roten Anstecker tolerierbar. Mit der weißen Remembrance Poppy wird teilweise der Gedanke verbunden, auch der im Krieg getöteten Zivilisten zu gedenken; ihren Ursprung hatte das Design aber in einer Antikriegshaltung der frühen 1930er Jahre. Für das unpatriotische Tragen der neu aufgekommenen weißen Poppy-Anstecker wurde einigen Angestellten gekündigt, dennoch sind weiße Anstecker weiterhin in Produktion. Radikaler war um das Jahr 2000 das Tragen von schwarzen Antikriegs-Poppies. Lilafarbene Blüten wurden um 2006 von einer Tierschutzorganisation propagiert, um an die im Krieg getöteten Tiere zu erinnern. Aufgrund der Kritik des Veteranenverbandes wurde diese Aktion eingestellt und das lila Blütenmotiv durch einen Pfotenanstecker ersetzt.